# Ordenonosne, Djankoi
Ordenonosne (în ucraineană Орденоносне) este un sat în comuna Lobanove din raionul Djankoi, Republica Autonomă Crimeea, Ucraina.

## Demografie
Componența lingvistică a localității Ordenonosne
     Rusă (50%)
     Tătară crimeeană (27,78%)
     Ucraineană (19,44%)
Conform recensământului din 2001, majoritatea populației localității Ordenonosne era vorbitoare de rusă (50%), existând în minoritate și vorbitori de tătară crimeeană (27,78%) și ucraineană (19,44%).